# Paradox
Paradox (z řeckého paradoxos – nepodobný, náhlý, neočekávaný) je tvrzení, které spojuje pojmy nebo výroky v běžném slova smyslu si odporující v neočekávaný, překvapivý, ale smysluplný celek. Nesmyslnost paradoxu je pouze zdánlivá.
Podobný paradoxu je oxymoron, v němž však nejde o ucelenou myšlenku, ale jen o slovní spojení nebo slova, která se navzájem významově popírají.

## Paradoxy ve filozofii
V dějinách filozofie hrála už od starověku významnou roli celá řada paradoxů různé povahy:
- Zenónovy paradoxy, připisované Zénónovi z Eleje, zejména "Achillés a želva" a "Letící šíp", které zpochybňují možnost pohybu.
- Paradox hromady: tisíc kamenů tvoří hromadu; když odeberu jeden, je to ještě hromada? A další? ... [1]
- Paradox lháře: člověk, který o sobě říká, že lže, buď lže a tedy nelhal, anebo skutečně lhal, a pak mluví pravdu. [1]

V moderní době pracoval s paradoxy například britský matematik a filozof Bertrand Russell (viz Russellův paradox, Paradox sta slov), americký logik Willard Van Orman Quine, francouzský biolog a filozof Raymond Ruyer a další.

## Příklady paradoxů
- Může Všemohoucí (Bůh) stvořit kámen tak těžký, že jej nebude moci uzvednout?
- Braessův paradox: zvýšení kapacity sítě může někdy způsobit pokles její celkové průchodnosti (přidání dodatečného rozkladu zátěže na půl cesty mezi konci sítě způsobí, že se začnou ucpávat všechny cesty mezi konci sítě).
- Proč je sůl levnější než zlato, když lidé potřebují sůl k přežití, zatímco zlato nikoliv? (paradox hodnoty)
- Nevlezu do vody, dokud se nenaučím plavat.
- Na ty lyže se nepostavíš, dokud se nenaučíš lyžovat.
- Nikdo tam nechodí, protože je tam vždycky narváno.
- Tento výrok je nepravdivý.
- Kréťan Epimenidés: Vše, co tvrdí Kréťané, je nepravdivé.
- Co bylo dřív: Slepice nebo vejce?
- Pinocchio: Teď mi vyroste nos.